# Pustowijtiwka
Pustowijtiwka (ukrainisch Пустовійтівка; russisch Пустовойтовка Pustowoitowka) ist ein Dorf in der ukrainischen Oblast Sumy mit etwa 1250 Einwohnern (2001).

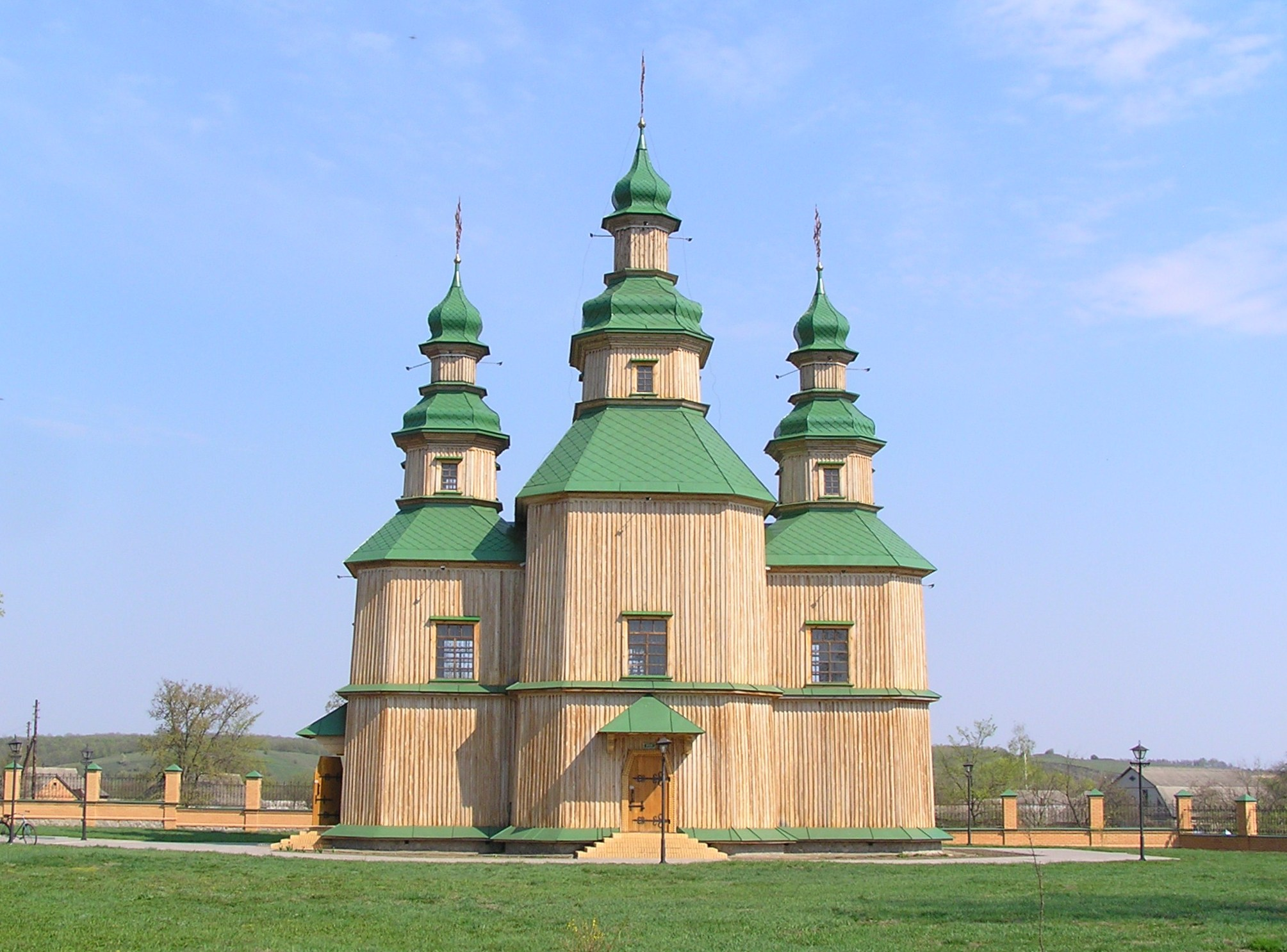
Kirche der Heiligen Dreifaltigkeit, Holzkirche von 1773

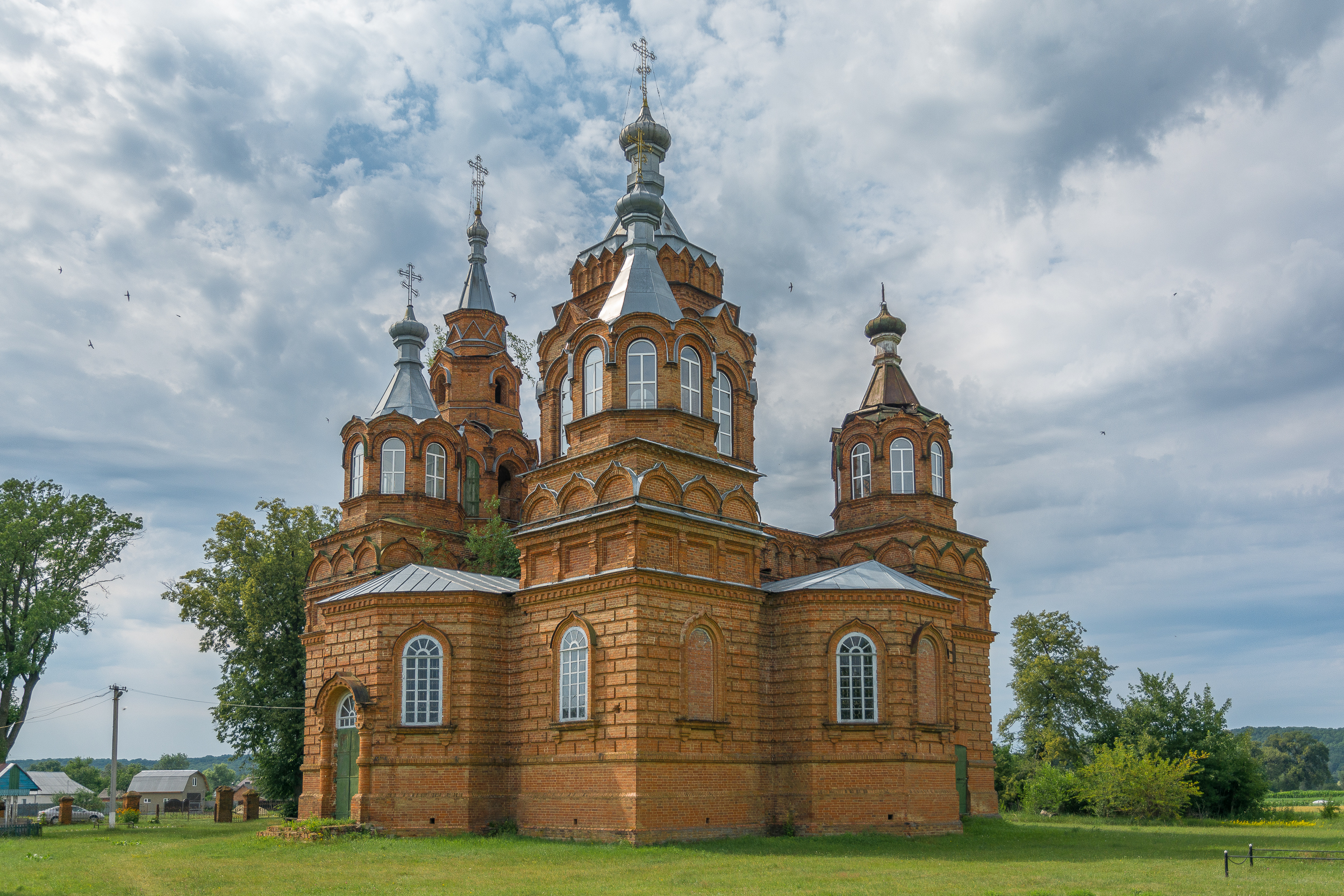
St.-Nikolaus-Kirche von 1906

Das erstmals 1252 schriftlich erwähnte Dorf liegt am linken Ufer der Sula, einem 363 km langen, linken Nebenfluss des Dnepr, 12 km nordöstlich vom Rajonzentrum Romny und etwa 95 km westlich vom Oblastzentrum Sumy.
Südlich vom Dorf verläuft die Fernstraße N 07.
Am 12. Juni 2020 wurde das Dorf ein Teil der neugegründeten Stadtgemeinde Romny, bis dahin bildete es zusammen mit den Dörfern Herassymiwka (Герасимівка), Prawdjuky (Правдюки), Schyliwske (Шилівське), Sinowe (Зінове), Skrypali (Скрипалі) und Wowkiwzi (Вовківці) die gleichnamige Landratsgemeinde Pustowijtiwka (Пустовійтівська сільська рада/Pustowijtiwska silska rada) im Osten des Rajons Romny.

## Söhne und Töchter der Ortschaft
- Petro Kalnyschewskyj (1691–1803), letzter Ataman der Saporoger Kosaken und Heiliger der Ukrainisch-Orthodoxen Kirche